# C-31E
La  C-31e , també anomenada Carretera de la Pedrera, és una carretera de la Xarxa Bàsica de la Generalitat de Catalunya. Serveix per connectar la sortida   104 de la  C-32 
amb la  N-II . També és un acces nord a Mataró.

## Enllaços
| C-32 | Barcelona Girona Escola Universitària del Maresme |

| Rotonda Mataró Nord                                    | Rotonda Mataró Nord | Rotonda Mataró Nord                                                      |
| ------------------------------------------------------ | ------------------- | ------------------------------------------------------------------------ |
| C-31e C-32 Barcelona Girona                            |                     |                                                                          |
| N-II Mataró Premià de Mar El Masnou Badalona Barcelona |                     | N-II Sant Andreu de Llavarenes Arenys de Mar Canet de Mar Calella Girona |